# Escardes
Escardes ist eine französische Gemeinde mit 64 Einwohnern (Stand 1. Januar 2022) im Département Marne in der Region Grand Est. Sie gehört zum Kanton Sézanne-Brie et Champagne und zum Arrondissement Épernay. 

## Geografie
Die Gemeinde Escardes liegt im Osten der Brie, etwa 15 Kilometer westlich von Sézanne. Sie wird umgeben von folgenden Nachbargemeinden:
| Courgivaux          | Esternay                                    |                     |
| Saint-Bon           | Kompassrose, die auf Nachbargemeinden zeigt | Châtillon-sur-Morin |
| Bouchy-Saint-Genest | Les Essarts-le-Vicomte                      |                     |

## Bevölkerungsentwicklung
| Jahr                       | 1962 | 1968 | 1975 | 1982 | 1990 | 1999 | 2008 | 2018 |
| -------------------------- | ---- | ---- | ---- | ---- | ---- | ---- | ---- | ---- |
| Einwohner                  | 118  | 101  | 79   | 62   | 76   | 73   | 83   | 70   |
| Quellen: Cassini und INSEE |      |      |      |      |      |      |      |      |

## Sehenswürdigkeiten

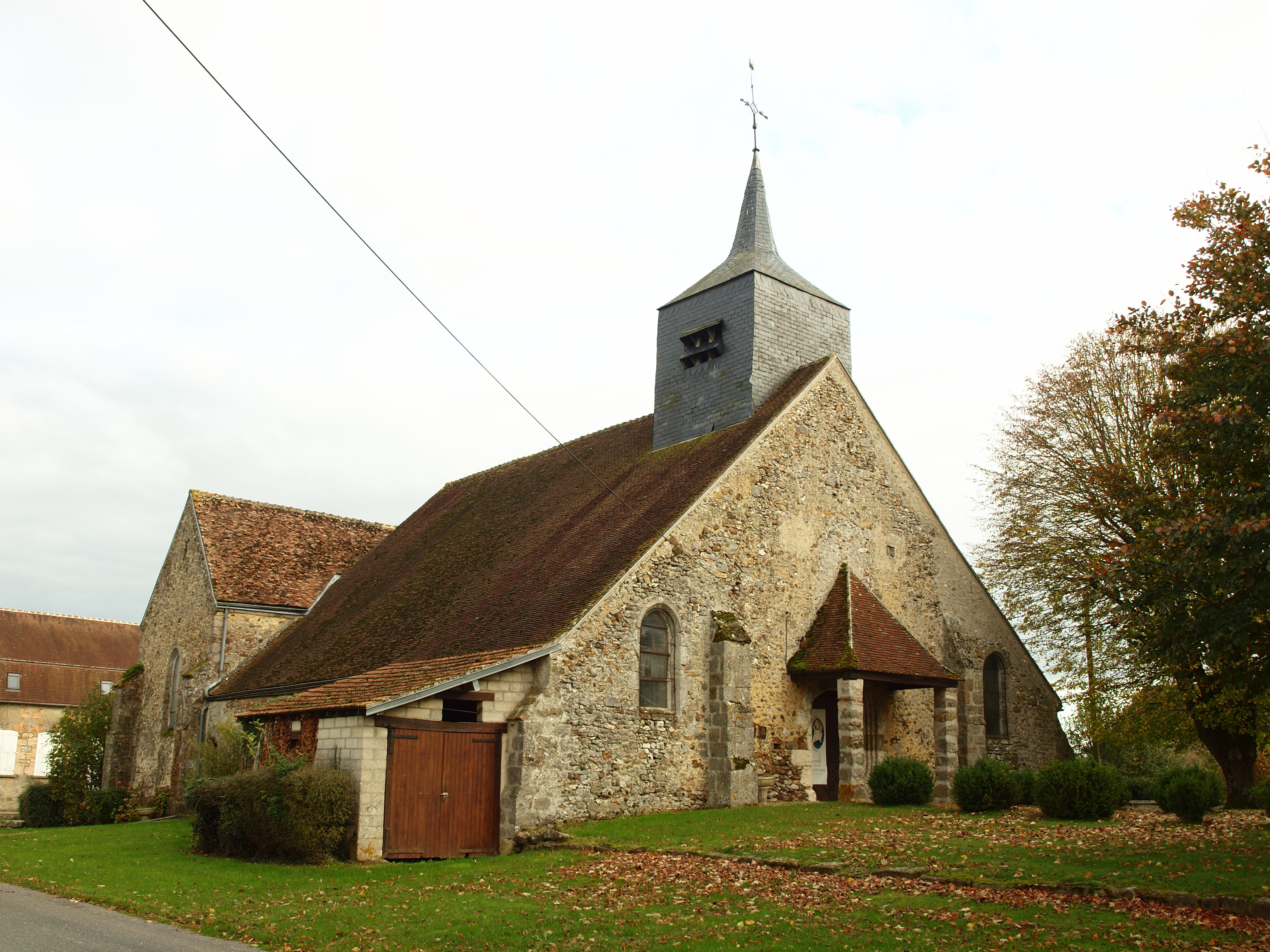
Kirche Saint-Antoine
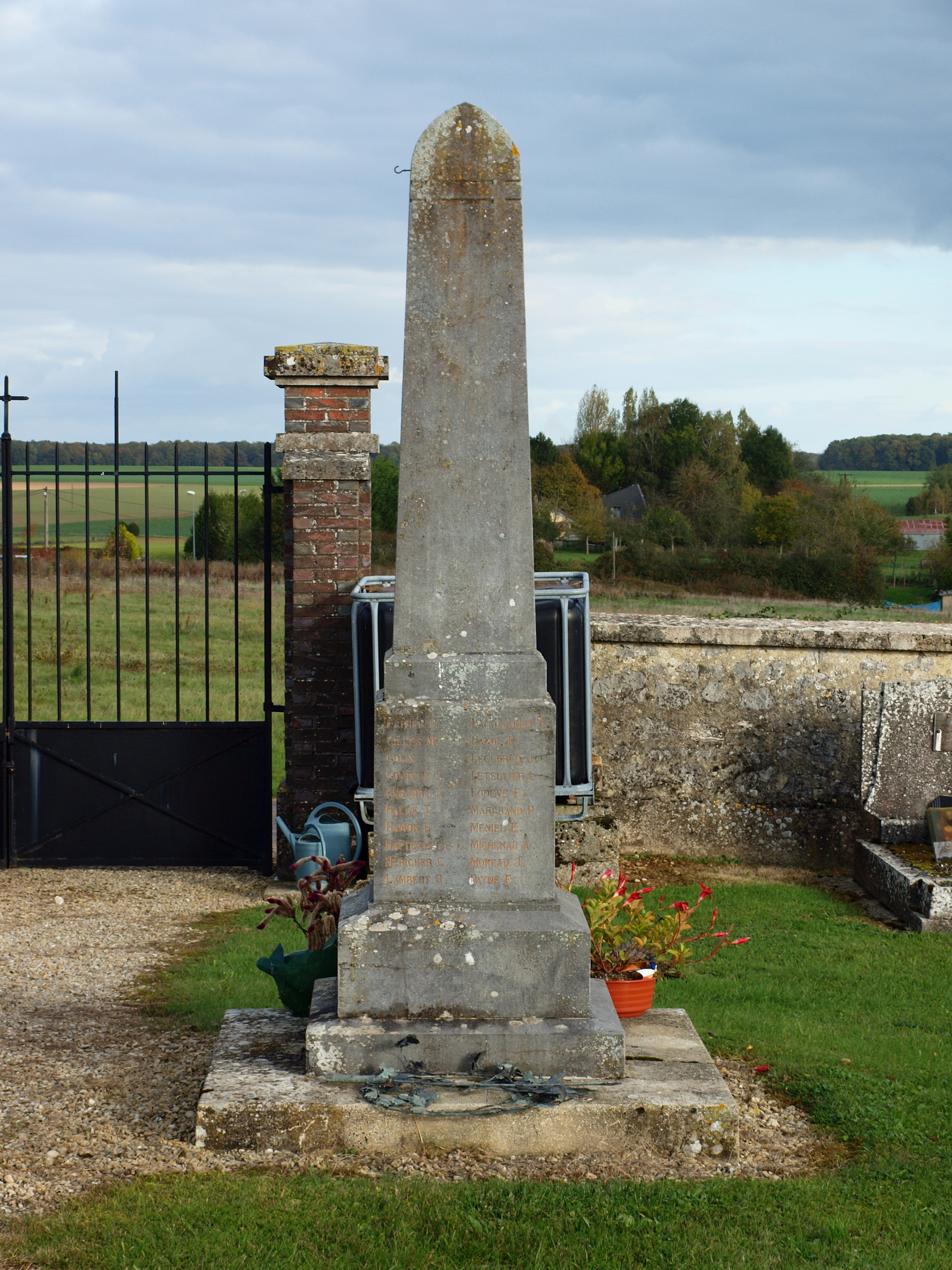
Gefallenendenkmal
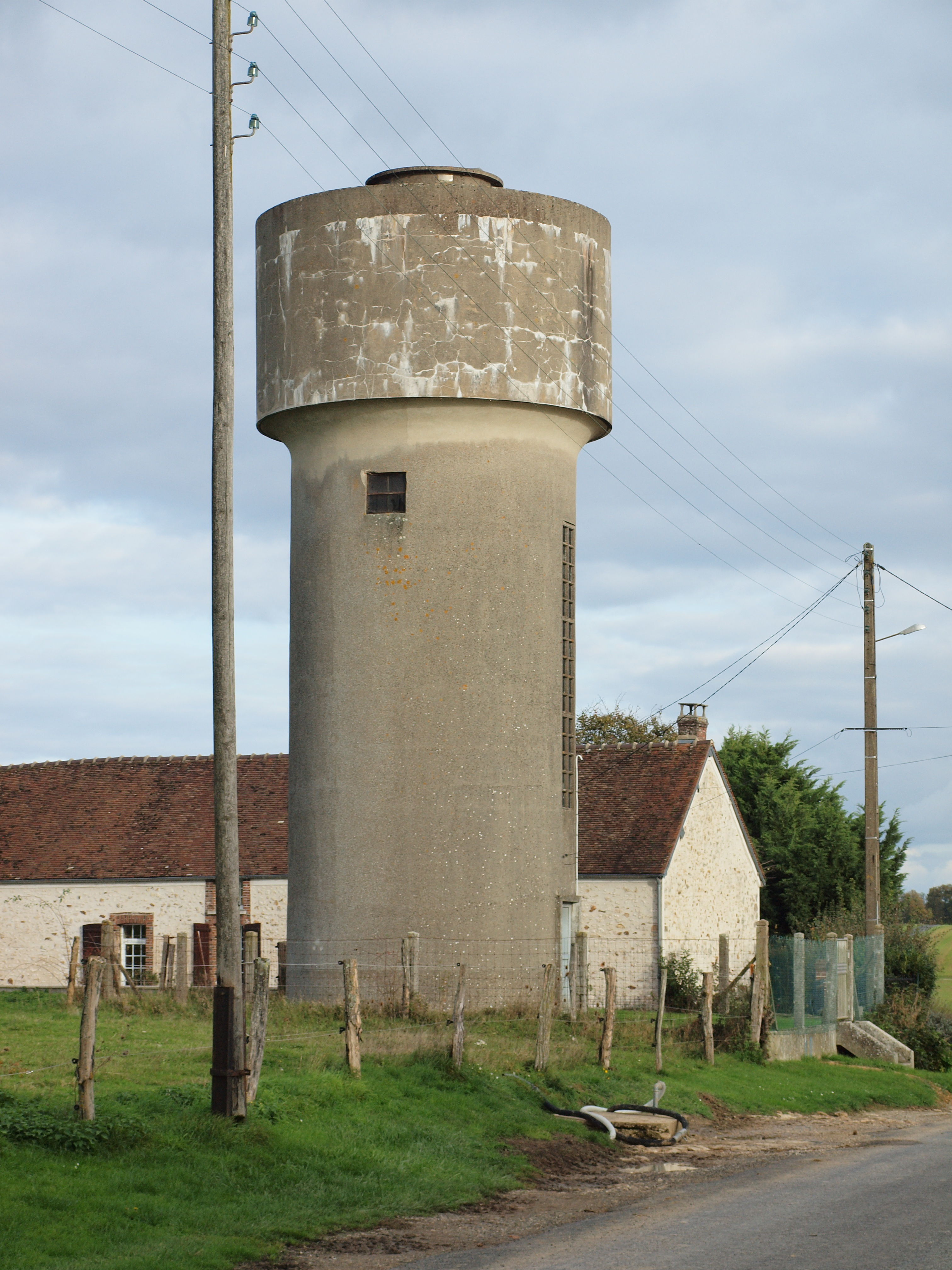
Wasserturm